# SZT–68U
Az SZT–68U (NATO-kódneve: Tin Shield; GRAU-kódja: 19ZS6) háromdimenziós felderítő rádiólokátor, melyet a Szovjetunióban fejlesztettek ki az 1980-as évekre, az SZ–300 légvédelmi rakétakomplexumhoz is alkalmazzák az SZT–68UM jelű (36D6) változatát. A trélerre szerelt lokátor telepítési ideje 1–2 óra. A Magyar Honvédségnél rendszeresítették, elsősorban réskitöltő lokátorként alkalmazzák. A lokátor telepíthető a 40V6M típusú, 23,8 méter magas mobil állványra is.

## Története
Fejlesztése 1975-ben kezdődött az ukrajnai Zaporozsjében (ma: Zaporizzsja) működő Iszkra vállalatnál. Az Iszkra tervezőirodája akkor tett javaslatot a hadiipari vezetésnek egy háromdimenziós, alacsonyan repülő célok felderítésére is képes és intenzív rádióelektronikai ellentevékenység mellett is üzembiztos rádiólokátor kifejlesztésére. Egy ilyen feladattal azonban már 1965-ben megbízták moszkvai székhelyű Össz-oroszországi Rádiótechnikai Tudományos Kutatóintézetet (VNIIRT), amely SZT–68 jelzéssel (5N59) dolgozott a terven. A VNIIRT azonban a műszaki nehézségek miatt lassan haladt a fejlesztőmunkával, ezért a szovjet vezetés úgy döntött, hogy versenyhelyzetét teremtve a zaporozsjei tervezőirodától is kér egy tervjavaslatot. 1975 februárjában júniusi határidővel meghatározták az alapvető műszaki paramétereket. A terveit megvizsgálva 1975 augusztusában a kormányzat úgy döntött, hogy az Iszkra is megbízást kap a rádiólokátor kifejlesztésére. Az Iszkránál M. I Mirosnyicsenkót nevezték ki főkonstruktőrnek az SZT–68U jelzést kapott lokátor fejlesztőmunkájának élére.
1980 márciusában kezdődtek el az összehasonlító tesztek a VNIIRT SZT–68 és az Iszkra SZT–68U típusával. A próbák során az Iszkra rádiólokátora nem mutatott jobb teljesítményt, mint a VNIIRT modellje (többek között kevésbé volt ellenálló a rádióelektronikai zavarással szemben), de mellette szólt a technológiailag egyszerűbb kialakítása, könnyebb gyárthatósága, valamint az alacsonyabb ára, így az SZT–86U gyártása és rendszeresítése mellett döntöttek. 1983–1986 között modernizálták.
A teljesen áttervezett, SZT–68UM típusjelű új változatot 1987-ben rendszeresítették a Szovjet Hadseregben 36D6 jelzéssel.

## Lásd még
- SZT–68

## Külső hivatkozások
- A tervező és gyártó Iszkra Tudományos Termelési egyesülés honlapja (angolul és oroszul
- Az SZT–68U a Vesztnyik PVO oldalán (oroszul)
- 36D6 TIN SHIELD (angol nyelven). GlobalSecurity.org. (Hozzáférés: 2009. február 7.)